# Kahtla-Kübassaare hoiuala
Kahtla-Kübassaare hoiuala ist ein Landschaftsschutzgebiet mit der IUCN-Kategorie VI im Osten der größten estnischen Insel Saaremaa. Es besteht seit 2007 und bedeckt eine Fläche von etwa 135,1 Quadratkilometern.

## Geografie
Das Schutzgebiet bedeckt die komplette Küstenlinie von Kungla bis nach Kübassaare und die Gewässer inklusive der Inseln davor, außer die Inseln Udriku laid, Pihlalaid, Põiksäär und Turnalaid.
Das Gebiet zeichnet sich durch seine vielen Inseln aus.